# David Torrence

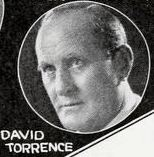
David Torrence

David Torrence Tayson född 17 januari 1864 i Edinburgh, Skottland,  död 26 december 1951, i Woodland Hills, Kalifornien, var en brittisk skådespelare, verksam i amerikansk film från 1913. Hans bror Ernest Torrence var också skådespelare.

## Filmografi (i urval)
- 1913 – Fången på Zenda
- 1929 – Disraeli
- 1933 – Dubbelgångaren
- 1933 – Drottning Christina
- 1936 – Maria Stuart